# Vuorelainenite
La vuorelainenite (simbolo IMA: Vuo) è un minerale molto raro del supergruppo dello spinello, all'interno del quale appartiene alla categoria degli ossispinelli e da lì al sottogruppo dello spinello; fa parte della classe minerale degli "ossidi e idrossidi" con la composizione chimica idealizzata Mn2+V3+2O4 e quindi chimicamente un ossido di manganese-vanadio.
La vuorelainenite è l'analogo del vanadio della manganocromite (Mn2+Cr3+2O4) e l'analogo del manganese della coulsonite. Con la cromite di manganese, la vuorelainenite forma una serie di cristalli misti.

## Etimologia e storia
Il minerale fu scoperto per la prima volta nel 1963 da Yrjö Vuorelainen (1922-1988) in un giacimento di minerali polimetallici vicino a Outokumpu nella Finlandia orientale, dove si trovava insieme alla karelianite, un minerale al tempo appena scoperto. Tuttavia, la vuorelainenite poté essere descritta solo in modo incompleto dallo scopritore, da J.V.P. Long e da Olavi Kouvo.
In un'altra scoperta nella miniera di minerale di ferro di Sätra, un deposito di pirite-pirrotite a banda chiara nel giacimento minerario di Doverstorp vicino a Finspång in Svezia, M.A. Zakrzewski, Ernst A.J. Burke e W.J. Lustenhouwer sono stati in grado di completare l'analisi della composizione chimica e della struttura cristallina del minerale. La fossa di Sätra è quindi considerata anche la sua località tipo. Zakrzewski, Burke e Lustenhouwer diedero al minerale il nome di vuorelainenite in onore del suo scopritore. I risultati del saggio e il nome scelto sono stati sottoposti all'Associazione Mineralogica Internazionale (IMA) per la revisione nel 1980 (voce interna nº IMA 1980-048), che riconobbe la vuorelainenite come specie minerale a sé stante. La prima descrizione è stata pubblicata nel 1982 sulla rivista scientifica The Canadian Mineralogist.
Il campione tipo del minerale è prodotto presso l'Istituto di Geoscienze della Vrije Universiteit di Amsterdam nei Paesi Bassi con il numero di catalogo 153A4.

## Classificazione
L'attuale classificazione dell'IMA include la vuorelainenite nel supergruppo dello spinello, dove si trova insieme a cromite, cocromite, coulsonite, cuprospinello, dellagiustaite, deltalumite, franklinite, gahnite, galaxite, guite, hausmannite, hercynite, hetaerolite, jacobsite, maghemite, magnesiocromite, magnesiocoulsonite, magnesioferrite, magnetite, manganocromite, spinello, termaerogenite, titanomaghemite, trevorite e la zincocromite formano il sottogruppo dello spinello all'interno degli ossispinelli. Fanno parte di questo gruppo anche la chihmingite e la chukochenite descritte dopo il 2018, nonché la nicromite, il cui nome non è stato ancora riconosciuto dal CNMNC dell'IMA.
Già nell'obsoleta, ma ancora in uso, 8ª edizione della sistematica minerale secondo Strunz, la vuorelainenite appartiene alla classe minerale di "ossidi e idrossidi" e lì alla sottoclasse degli "ossidi con rapporto di quantità materiale metallo : ossigeno = 3 : 4 (spinello tipo M3O4 e composti correlati)", dove viene elencato insieme a brunogeierite, coulsonite, magnesiocoulsonite, qandilite, ulvöspinello nel gruppo degli "spinelli V/Ti/Ge" con il numero IV/B.04.
Anche la 9ª edizione della sistematica minerale di Strunz, in vigore dal 2001 e aggiornata dall'IMA nel 2024, classifica la vuorelainenite nella divisione degli ossidi con un rapporto di quantità di materiale "Metallo:Ossigeno = 3:4 e simili". Tuttavia, questo è ulteriormente suddiviso in base alla dimensione relativa dei cationi coinvolti, in modo che il minerale possa essere trovato in base alla sua composizione nella suddivisione "Con soltanto cationi di medie dimensioni", dove è elencato insieme a brunogeierite, cromite, cocromite, coulsonite, cuprospinello, filipstadite, franklinite, gahnite, galaxite, hercynite, jacobsite, magnesiocromite, magnesiocoulsonite, magnesioferrite, magnetite, manganocromite, nicromite, qandilite, spinello, trevorite, ulvospinello e zincocromite costituiscono il "gruppo dello spinello" con il sistema nº 4.BB.05.
La classificazione dei minerali di Dana, utilizzata principalmente nel mondo anglosassone, classifica anche la vuorelainenite nella classe degli "ossidi e idrossidi" e lì nel dipartimento "ossidi multipli". La si trova insieme alla coulsonite e alla magnesiocoulsonite nel "sottogruppo vanadio" con il sistema nº 07.02.04 all'interno della suddivisione "ossidi multipli (A+B2+)2X4, gruppo dello spinello".

## Chimica
Il composto teorico idealizzato Mn2+V3+2O4 è costituito dal 24,88% in peso di manganese (Mn), dal 46,14% in peso di vanadio (V) e dal 28,98% in peso di ossigeno (O). Tuttavia i campioni analizzati provenienti dalla località tipo Sätra contenevano anche una percentuale significativa di triossido di dicromo (Cr2O3) tra il 4,7 e il 30,6 %, dovuta alla formazione di cristalli misti con manganocromite. Inoltre, è stato possibile rilevare piccole miscele estranee di titanio, alluminio, ferro e zinco. Sulla base di quattro atomi di ossigeno, la formula empirica è calcolata come:
{\displaystyle \mathrm {(Mn_{0.83}Fe_{0.18}Zn_{0.02}Mg_{0.01})_{\Sigma =1.04}(V_{1.41}Cr_{0.57})_{\Sigma =1.98}O_{4}} }
La formula mista idealizzata risultante è di conseguenza (Mn2+,Fe2+)(V3+,Cr3+)2O4, per cui gli elementi manganese e ferro o vanadio e cromo indicati tra parentesi possono presentarsi ciascuno nella formula, ma sono sempre nella stessa proporzione con gli altri componenti del minerale.

## Abito cristallino
La vuorelainenite cristallizza nel sistema cristallino cubico nella struttura dello spinello con il gruppo spaziale Fd3m (gruppo spaziale nº 227), costante di reticolo a = 8,48 Å e 8 unità di formula per cella unitaria, ma finora è stata scoperta solo in forma microcristallina come cristalliti imperfetti fino a circa 80 μm di dimensione o aggregati granulari o grossolani lungo i bordi granulari di altri minerali.

## Origine e giacitura
La vuorelainenite si forma nei depositi di solfuro di ferro metamorfizzato, ma si trova anche negli scisti di quarzite. A seconda del luogo in cui sono stati trovati, pirrotite, rutilo, pirofanite, sfalerite contenente manganese, calcopirite, alabandite, eskolaite, karelianite, schreyerite, olkhonskite possono presentarsi come minerali associati.
La vuorelainenite è una formazione minerale molto rara e quindi è stato possibile rilevarla solo in pochi campioni provenienti da meno di dieci siti noti a partire dal 2018. La sua località tipo, la miniera di minerale di ferro di Sätra, è l'unico sito conosciuto in Svezia finora. Anche in Finlandia il minerale è stato trovato solo nel giacimento di Vihanti nel Maakunta dell'Ostrobotnia settentrionale, a parte il suo primo sito di scoperta, il giacimento di minerali polimetallici vicino a Outokumpu.
Altri siti ben noti includono la miniera di Coustou nel comune di Vielle Aure nella Vallée d'Aure nel dipartimento degli Alti Pirenei in Francia, le miniere di Komatsu vicino a Hannō sull'Honshū e Kurase vicino a Saijō sullo Shikoku in Giappone, e il monte Kaskasnjuntschorr nei Chibin sulla penisola di Kola e nella Gola di Olkhon vicino al lago Bajkal nell'Oblast' di Irkutsk, Russia.

## Forma in cui si presenta in natura
Il minerale è opaco e mostra una lucentezza metallica sulle superfici dei grani grigio-neri, che appaiono anche grigio-brunastri al microscopio a luce riflessa. Il colore dello striscio della vuorelainenite è marrone.